# Boban Marjanović
Boban Marjanović (in serbo Бобан Марјановић?; Zaječar, 15 agosto 1988) è un cestista serbo, centro della Serbia.

## Carriera

### I primi anni in Serbia (2006-2010)
Boban Marianovjc muove i suoi primi passi da professionista con la squadra serba del Košarkaški klub Vršac squadra della Lega Adriatica militante anche in EuroCup, durante la sua prima stagione si alterna con il Košarkaški klub Radnički Kragujevac. Dalla stagione 2008/09 diventa un giocatore fondamentale per la piccola squadra serba, aumentando le cifre a referto. Il 2 novembre 2009 registra 30 punti e 11 rimbalzi nella sconfitta contro il Cibona.

## Biografia
Giocatore con le mani più grandi in tutta la NBA, con i suoi 224 cm è stato tra i giocatori più alti della lega.

## Statistiche

### NBA

#### Regular Season
| Anno      | Squadra            | PG  | PT | MP   | TC%  | 3P%  | TL%  | RP  | AP  | PRP | SP  | PP  |
| --------- | ------------------ | --- | -- | ---- | ---- | ---- | ---- | --- | --- | --- | --- | --- |
| 2015-2016 | San Antonio Spurs  | 54  | 4  | 9,4  | 60,3 | -    | 76,3 | 3,6 | 0,4 | 0,2 | 0,4 | 5,5 |
| 2016-2017 | Detroit Pistons    | 35  | 0  | 8,4  | 54,5 | -    | 81,0 | 3,7 | 0,3 | 0,2 | 0,3 | 5,5 |
| 2017-2018 | Detroit Pistons    | 19  | 1  | 9,0  | 51,9 | -    | 80,0 | 3,0 | 0,7 | 0,2 | 0,3 | 6,2 |
| 2017-2018 | L.A. Clippers      | 20  | 0  | 8,3  | 55,1 | -    | 78,8 | 4,4 | 0,4 | 0,3 | 0,3 | 5,9 |
| 2018-2019 | L.A. Clippers      | 36  | 9  | 10,4 | 60,7 | 0,0  | 75,8 | 4,2 | 0,6 | 0,3 | 0,5 | 6,7 |
| 2018-2019 | Philadelphia 76ers | 22  | 3  | 13,9 | 62,5 | 50,0 | 72,2 | 5,1 | 1,5 | 0,2 | 0,5 | 8,2 |
| 2019-2020 | Dallas Mavericks   | 44  | 5  | 9,6  | 57,3 | 23,5 | 75,4 | 4,5 | 0,5 | 0,2 | 0,2 | 6,6 |
| 2020-2021 | Dallas Mavericks   | 33  | 3  | 8,2  | 50,8 | 12,5 | 81,6 | 3,9 | 0,3 | 0,1 | 0,2 | 4,7 |
| 2021-2022 | Dallas Mavericks   | 23  | 0  | 5,6  | 60,0 | 25,0 | 59,1 | 1,7 | 0,1 | 0,0 | 0,1 | 4,3 |
| 2022-2023 | Houston Rockets    | 31  | 0  | 5,5  | 68,3 | 0,0  | 74,1 | 1,9 | 0,3 | 0,2 | 0,1 | 3,3 |
| 2023-2024 | Houston Rockets    | 14  | 0  | 5,1  | 52,9 | 0,0  | 64,3 | 2,3 | 0,4 | 0,1 | 0,1 | 3,2 |
| Carriera  | Carriera           | 331 | 25 | 8,7  | 57,8 | 23,8 | 76,2 | 3,6 | 0,5 | 0,2 | 0,3 | 5,5 |

#### Play-off
| Anno     | Squadra            | PG | PT | MP   | TC%  | 3P% | TL%  | RP  | AP  | PRP | SP  | PP   |
| -------- | ------------------ | -- | -- | ---- | ---- | --- | ---- | --- | --- | --- | --- | ---- |
| 2016     | San Antonio Spurs  | 7  | 0  | 6,0  | 66,7 | -   | 88,9 | 2,0 | 0,4 | 0,0 | 0,3 | 3,4  |
| 2019     | Philadelphia 76ers | 11 | 0  | 9,5  | 60,0 | 0,0 | 84,2 | 3,3 | 1,0 | 0,2 | 0,3 | 5,8  |
| 2020     | Dallas Mavericks   | 6  | 0  | 13,7 | 56,7 | 0,0 | 77,8 | 5,8 | 0,8 | 0,0 | 0,3 | 6,8  |
| 2021     | Dallas Mavericks   | 4  | 3  | 20,8 | 51,3 | -   | 77,8 | 8,0 | 1,0 | 0,0 | 0,3 | 11,8 |
| 2022     | Dallas Mavericks   | 3  | 0  | 2,1  | 25,0 | -   | 100  | 1,0 | 0,0 | 0,3 | 0,0 | 1,3  |
| Carriera | Carriera           | 31 | 3  | 10,3 | 56,0 | 0,0 | 83,3 | 3,9 | 0,7 | 0,1 | 0,3 | 5,8  |

#### Massimi in carriera
- Massimo di punti: 31 vs Denver Nuggets (11 marzo 2020)[1]
- Massimo di rimbalzi: 20 vs Phoenix Suns (13 agosto 2020)
- Massimo di assist: 6 vs Chicago Bulls (10 aprile 2019)
- Massimo di palle rubate: 2 (6 volte)
- Massimo di stoppate: 4 vs Denver Nuggets (26 dicembre 2015)
- Massimo di minuti giocati: 37 vs Dallas Mavericks (13 aprile 2016)

### Eurolega
| Anno      | Squadra         | PG | PT | MP   | TC%  | 3P% | TL%  | RP   | AP  | PRP | SP  | PP   |
| --------- | --------------- | -- | -- | ---- | ---- | --- | ---- | ---- | --- | --- | --- | ---- |
| 2010-2011 | Žalgiris Kaunas | 6  | 1  | 12,4 | 64,7 | -   | 64,3 | 3,5  | 0,3 | 0,2 | 0,5 | 5,2  |
| 2010-2011 | CSKA Mosca      | 8  | 3  | 11,6 | 45,8 | -   | 92,3 | 3,5  | 0,4 | 0,6 | 0,6 | 4,2  |
| 2013-2014 | Stella Rossa    | 10 | 9  | 19,9 | 61,6 | -   | 62,1 | 7,7  | 1,0 | 0,9 | 0,8 | 10,8 |
| 2014-2015 | Stella Rossa    | 24 | 24 | 27,3 | 62,1 | -   | 78,1 | 10,7 | 1,0 | 0,4 | 0,9 | 16,6 |
| Carriera  | Carriera        | 48 | 37 | 21,3 | 61,0 | -   | 75,5 | 8,0  | 0,8 | 0,5 | 0,8 | 11,9 |

## Palmarès

### Squadra
- Campionato lituano: 1

Žalgiris Kaunas: 2010-11
- Lega Baltica: 1

Žalgiris Kaunas: 2010-11
- Campionato serbo: 1

Stella Rossa Belgrado: 2014-15
- Coppa di Lituania: 1

Žalgiris Kaunas: 2011
- Coppa di Serbia: 2

Stella Rossa Belgrado: 2014, 2015
- Lega Adriatica: 1

Stella Rossa Belgrado: 2014-15

### Individuale
- KLS MVP: 3

Mega Vizura: 2012-2013
Stella Rossa Belgrado: 2013-2014, 2014-2015
- MVP finals Lega Adriatica: 1

Stella Rossa Belgrado: 2014-2015
- All-Euroleague First Team: 1

Stella Rossa Belgrado: 2014-2015

## Filmografia
- Autosufficienza (Self Reliance), regia di Jake Johnson (2023)
- Hustle , regia di Jeremiah Zagar (2022)
- John Wick 3 - Parabellum (John Wick: Chapter 3 - Parabellum), regia di Chad Stahelski (2019)
- Un tipo imprevedibile 2 (Happy Gilmore 2), regia di Kyle Newacheck (2025)